# Эльдорет
Эльдоре́т (также Элдорет; англ. Eldoret, в переводе с яз. масаи — Каменная река) — город на западе Кении, в округе Уасин-Гишу, является его центром.

## География
Эльдорет находится на западе страны, близ границы с Угандой, в 360 км к югу от Лодвара. Высота города над уровнем моря составляет 2117 м.
Через Эльдорет проходит транс-африканский автодорожный маршрут  Шоссе Лагос-Момбаса и Угандийская железная дорога.
Близ города расположен современный международный аэропорт Эльдорет.

## История
Ко времени прихода европейцев в район, где сейчас расположен город Эльдорет (конец XIX столетия), эту территорию населяли народы масаи и нанди.
Первыми жителями в районе современного Эльдорета были 58 семей африканеров, переселенцев из Южной Африки, которые обосновались здесь в 1908 году. Позднее, в 1911 году, к ним присоединились ещё 60 семей, а позже — многочисленные выходцы из стран Европы и Азии. Официально поселение возникло в 1910 году, когда на одной из местных ферм было открыто почтовое отделение. Вначале посёлок был известен как Ферма 64, так как на тот момент Угандийская железная дорога заканчивалась в 64 милях от населённого пункта, в Кибигори. В 1912 году посёлок был переименован в Эльдорет.
Вместе со строительством Угандийской железной дороги, которая достигла Эльдорета в 1924 году, начался хозяйственный расцвет города. В 1928 году в городе был проведён водопровод и канализация, в 1933 году он был электрифицирован. В настоящее время Эльдорет — наиболее динамично развивающийся город Кении. В 1984 году здесь был открыт университет Мои (назван в честь президента Кении, Даниэля арап Мои). К 1987 году в Эльдорете оставались только 2 семьи африканеров, все остальные вернулись в ЮАР в конце 50-х и начале 60-х годов, после восстания Мау-мау.
В декабре 2007 года в Эльдорете, после проведения в Кении президентских выборов, произошли беспорядки, сопровождавшиеся массовыми убийствами и поджогами. По меньшей мере 30 человек, принадлежавших к народности кикуйю, были сожжены в церкви сторонниками кандидата от оппозиции.

## Население
По данным на 2009 год население города составляет 289 380 человек. На сегодняшний день это самый быстрорастущий город Кении и пятый по величине город страны.

## Знаменитые уроженцы
В Эльдорете родились или проживали такие выдающиеся кенийские спортсмены-легкоатлеты, чемпионы Олимпийских игр и мировые рекордсмены, как Самсон Китур, Кипчоге Кейно, Элиуд Кипчоге и Келвин Киптум.

## Города-партнёры
- Бад-Фильбель, Германия (с 1982 года)[8]
- Индианаполис, США (с 2007 года)[9]
- Итака, США
- Миннеаполис, США (с 2000 года)